# Linum thunbergii
Linum thunbergii är en linväxtart som beskrevs av Christian Friedrich Frederik Ecklon och Zeyh.. Linum thunbergii ingår i släktet linsläktet, och familjen linväxter. Inga underarter finns listade i Catalogue of Life.